# Sascha Klein
Sascha Klein, född den 12 september 1985 i Eschweiler, är en tysk simhoppare.
Han tog OS-silver i synkroniserade höga hopp i samband med de olympiska simhoppstävlingarna 2008 i Peking.